# Петербургский форштадт (Выборг)
Петербургский форштадт — одно из исторических предместий Выборга, оформившееся в XVIII веке и включённое в городскую застройку в соответствии с генеральным планом 1861 года в качестве административного района Анина (позднее — Калева). В отличие от Старого города, на современных картах Центрального микрорайона Выборга форштадт не указывается и используется только как историческое понятие.

## История
После большого пожара, случившегося в Выборгской крепости в 1738 году, военные власти запретили горожанам вновь селиться в районе крепости Короно-Санкт-Анны и в Земляном городе (Рогатой крепости). Поэтому городские жители стали строить деревянные дома по обеим сторонам дороги, ведущей в Петербург. Так в первой половине XVIII века возникло Санкт-Петербургское предместье (на картах XIX века чаще именовалось Петербургским форштадтом). Оно было отведено для русских жителей (в качестве шведско-финского поселения предполагалось сформировать Выборгский форштадт), но на практике население стало смешанным.
Основное население форштадта относилось к небогатым слоям: здесь, в частности, проживали извозчики, ремесленники, отставные солдаты. В соответствии с требованиями военного ведомства их постройки не могли располагаться ближе 130 саженей (270 метров) к Выборгской крепости, так как эспланада должна быть всегда открытой для артиллерийского огня. На эспланаде у городского колодца постепенно сформировалась площадь Красного колодца, ставшая местом отдыха и праздничных развлечений. Первоначальная застройка предместья, в основном одноэтажная и деревянная, была нерегулярной. Только на Большой улице (Петербургской дороге) находилось несколько красивых больших деревянных зданий, принадлежавших русским купцам. С ростом Выборга в форштадте начали селиться зажиточные горожане и чиновники. Заметную роль играла каменная православная Ильинская церковь, расположенная на возвышенности — архитектурная доминанта предместья. К 1812 году в предместье насчитывалось 329 застроенных участков. Форштадт окружали луга, пригодные для распашки, выпаса скота и разведения садов. К нему примыкал расположенный на Петербургской дороге летний лагерь Выборгского гарнизона.
В 1861 году выборгским губернским землемером Б. О. Нюмальмом был разработан городской план, предусматривавший снос устаревших укреплений Рогатой крепости и формирование сети новых прямых улиц, разделивших территорию бывшего форштадта на участки правильной формы. Согласно плану город разделялся на 9 районов, и вместо Петербургского форштадта формировался городской район Анина (часть территории форштадта была выделена в район Репола), соединённый с бывшей крепостью новой главной городской магистралью с парком-эспланадой. Но выполнение плана с переделом земельных участков и выпрямлением улиц растянулось на многие годы: некоторые деревянные домики прежнего предместья сохранялись вплоть до советско-финских войн (1939—1944). Несмотря на перепланировку, Петербургский форштадт оставил след на карте города: ряд кварталов, прилегающих к Вокзальной улице и Ленинградскому шоссе, находится под углом к соседним: сохранились направления некоторых улиц, сформировавшихся до разборки городских укреплений.
Считается, что название Анина связано с именем императрицы Анны Иоанновны, в царствование которой образовалось предместье. В 1929 году в ходе кампании по устранению в независимой Финляндии названий, связанных с российским периодом истории Выборга, Анина получила новое название — Калева (фин. Kaleva, по имени персонажа финского фольклора). Некоторые улицы городского района носили названия, данные в честь персонажей карело-финского эпоса «Калевала» (например, улица Куллерво).
В соответствии с генеральным планом Выборга 1929 года, разработанным архитектором О.-И. Меурманом, предполагалось выпрямить въезд в город с юго-восточной стороны, проложив главную городскую автодорогу от Южного кладбища до района дома Лаллукки. Новой композиционной осью Калевы должна была стать широкая улица Калеванкату — основная составная часть автомагистрали. Однако работы по пробивке шоссе, проводившиеся в 1930-х годах, были прерваны в связи с началом военных действий, а после войны возобновлены не были.
С 1944 года, по итогам Выборгской наступательной операции Великой Отечественной войны, финские названия улиц были заменены русскими. В послевоенный советский период центр города не разделялся на административные районы (на картах выделялись только отдалённые от центра территории — посёлки). С 2008 года, после введения подразделения на микрорайоны, территория бывшего предместья входит в Центральный микрорайон Выборга.
В 1960-х годах участки, освободившиеся от сгоревшей в военное время малоэтажной деревянной застройки бывшего форштадта, активно застраивались типовыми жилыми домами советской архитектуры — «хрущёвками». Однообразие их пропорций и фасадов из силикатного кирпича не украсило городскую застройку и впоследствии было подвергнуто критике. Вместе с тем ряд зданий внесён в реестр объектов культурного наследия в качестве архитектурных памятников: это прежде всего довоенные постройки в стиле неоготики, модерна и функционализма, а также некоторые образчики советского архитектурного модернизма.

## Планы города

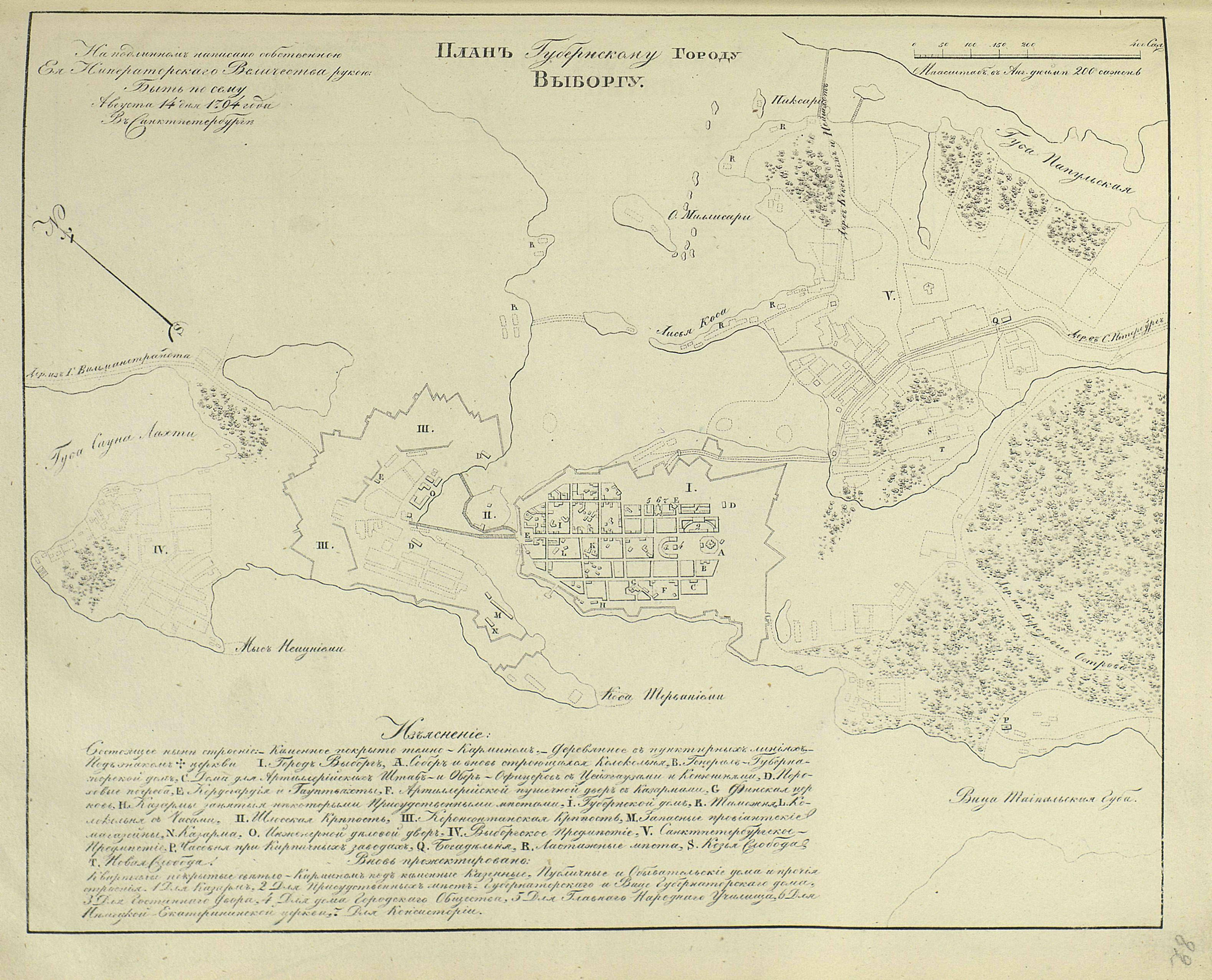
Выборгская крепость и Санкт-Петербургское предместье на плане 1794 года
Выборгская крепость и Санкт-Петербургское предместье на плане 1802 года
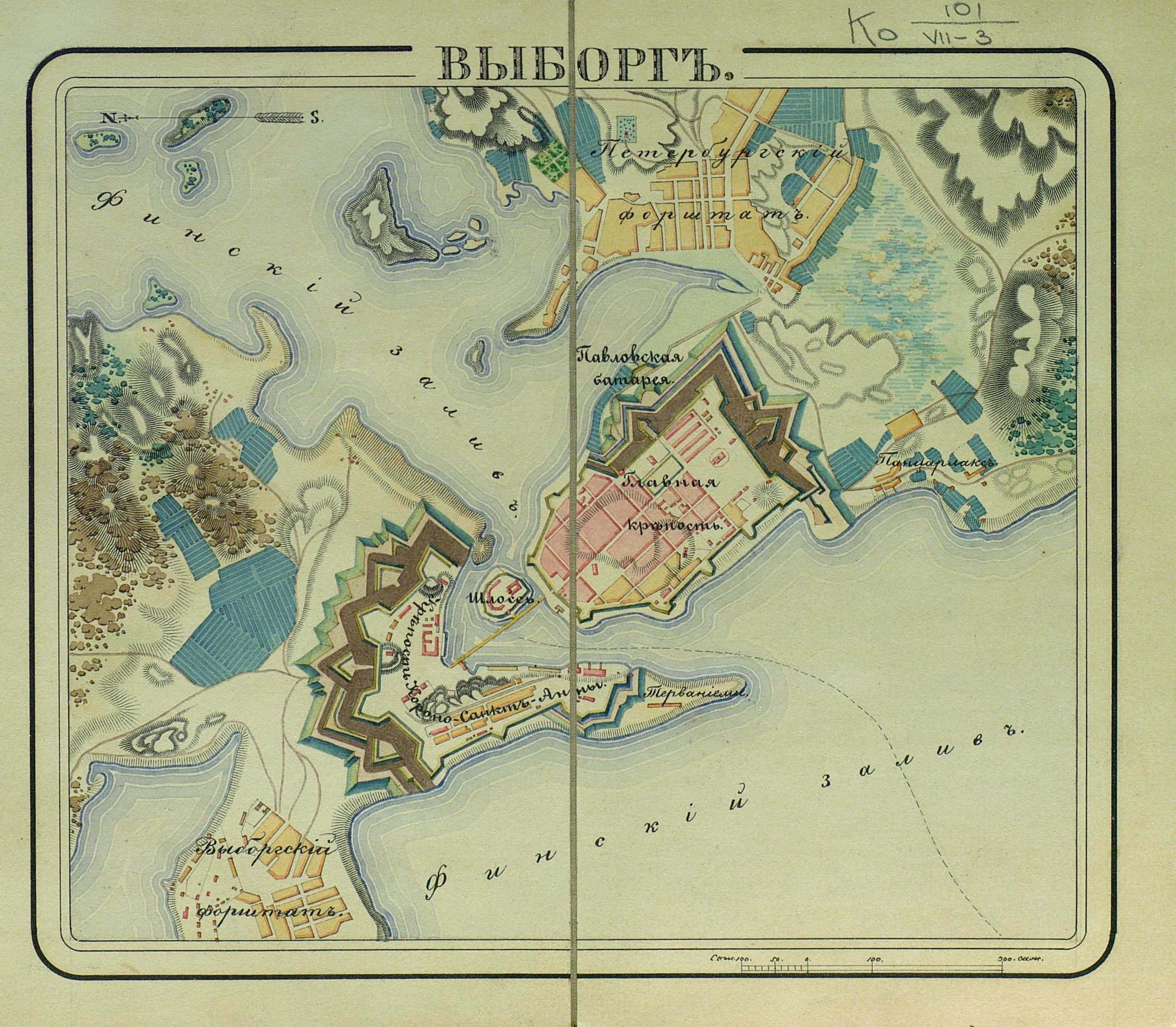
Выборгская крепость и Петербургский форштадт на плане 1830-х годов
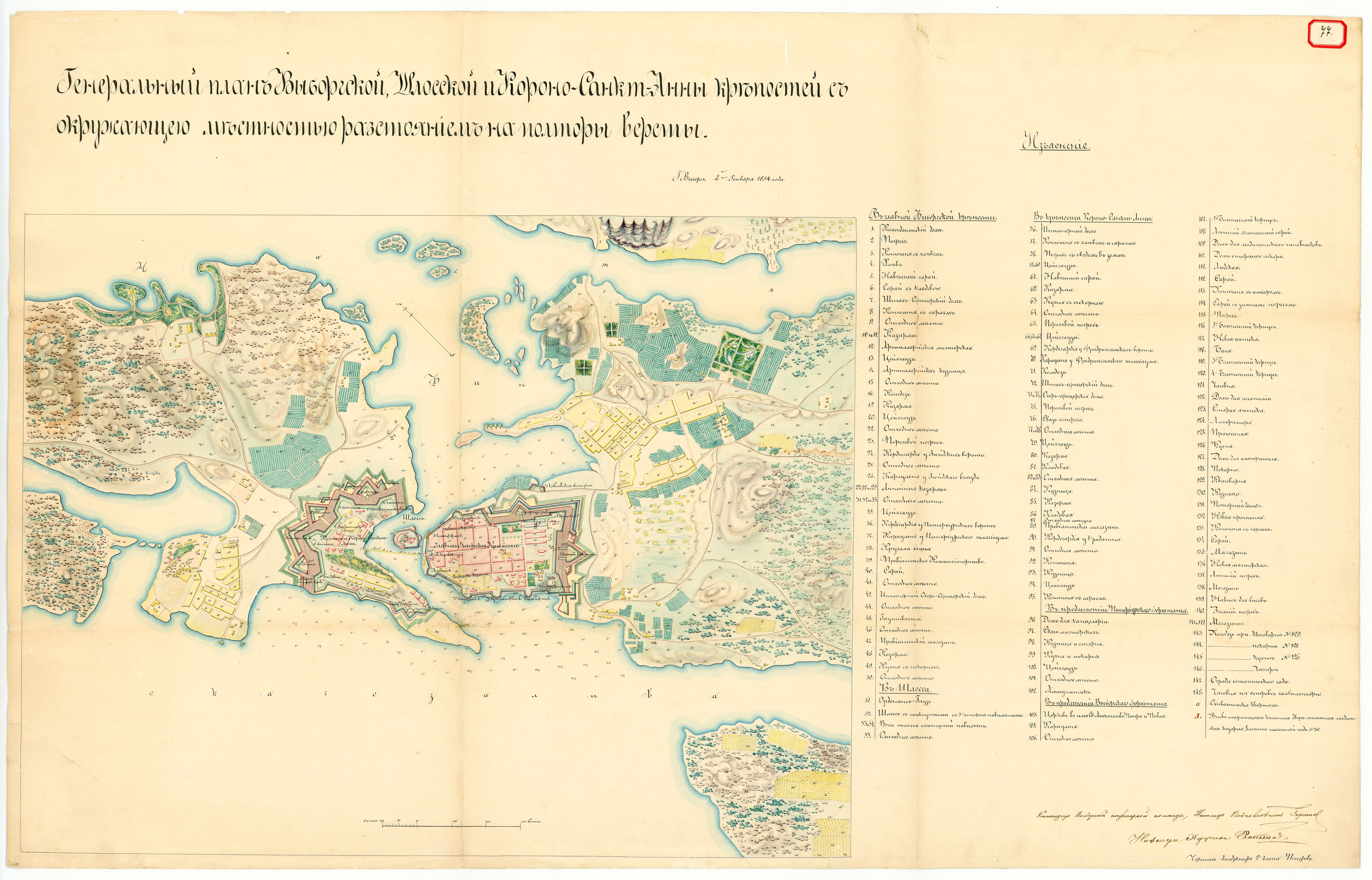
Выборгская крепость и Петербургский форштадт на плане 1854 года
План Выборга 1861 года